# Kakkmaddafakka
Kakkmaddafakka és un grup d'indie rock noruec format a Bergen. La seva música està influenciada per una àmplia gamma de gèneres, incloent-hi elements del rock, el hip-hop, el reggae, la música disco, l'R&B i la música house. La banda és coneguda per les seves energètiques actuacions en directe, arribant a ser fins a dotze persones sobre l'escenari.

## Història
La banda va ser formada pels germans Axel i Pål Vindenes, juntament amb els seus amics del col·legi Jonas Nielsen i Stian Sævig. Tots ells músics novells, la banda es va formar per realitzar una única actuació en espai jove local, però després de la bona recepció, la banda va continuar oferint espectacles en directe a Noruega. L'any 2006 el grup va fer la seva primera gravació i van llançar l'EP 'Already your favourite EP', que va ser produït per Matias Tellez, i va comptar amb el tema "OOO".
Kakkmaddafakka va llançar el seu primer LP 'Down To Earth' el 24 de setembre de 2007, que va aconseguir ser el número vint en la llista d'àlbums VG Topp30 i va fer conèixer el grup al públic noruec, tot i la mala crítica que va rebre de certs sectors. La banda és un dels nombrosos grups d'artistes joves emergents en l'actualitat de Bergen, que la premsa noruega ha anomenat la 'New Bergen Wave' (Nova Onada de Bergen), ja que és una reminiscència de les moltes bandes reeixides que han sorgit de Bergen a la fi dels 90 i començaments de segle XXI.
Kakkmaddafakka ha actuat en nombrosos festivals, incloent l'Iceland Airwaves, Montreux Jazz Festival, el NXNE, el CMJ Music Marathon, l'Eurosonic Festival, el by:Larm, l'Àrea 4 Hove i el Festival Melt! d'Alemanya, on van ser presentat a l'escenari pel destacat músic de Bergen i amic Erlend Øye.
El 2008 Kakkmaddafakka va ser nominat com a Millor Actuació Noruega en els MTV Europe Music Awards, juntament amb Madcon, Anada Maria, Karpe Diem i el, finalment guanyador, Erik og Kriss.
El 25 de febrer de 2011, Kakkmaddafakka va estrenar el seu segon àlbum "Hest". Va ser produït per Erlend Øye i llançat amb l'etiqueta Bubbles. El seu primer senzill extret de l'àlbum va ser Restless.
El 30 de març de 2014, el grup es va presentar en els quinze anys del festival mexicà Vive Latino, on van oferir un grandiós concert al públic mexicà, el qual els va rebre per primera vegada. Després, el 3 d'abril del mateix any, es van presentar a Guadalajara, a casa Magnolia, on la seva presentació va ser un èxit.

La banda treu al mercat el seu quart àlbum al 2016 sota el títol de KMF el 18 de Març de 2016. Un any després One year later Kakkmaddafakka presenta el seu cinquè àlbum Hus. Aquell mateix 2017, després de 12 anys tocant amb la banda, el guitarrista i cantant Pål Vindenes inicia paral·lelament un projecta en solitari sota el nom de Pish.

Kakkmaddafakka, Live 2016
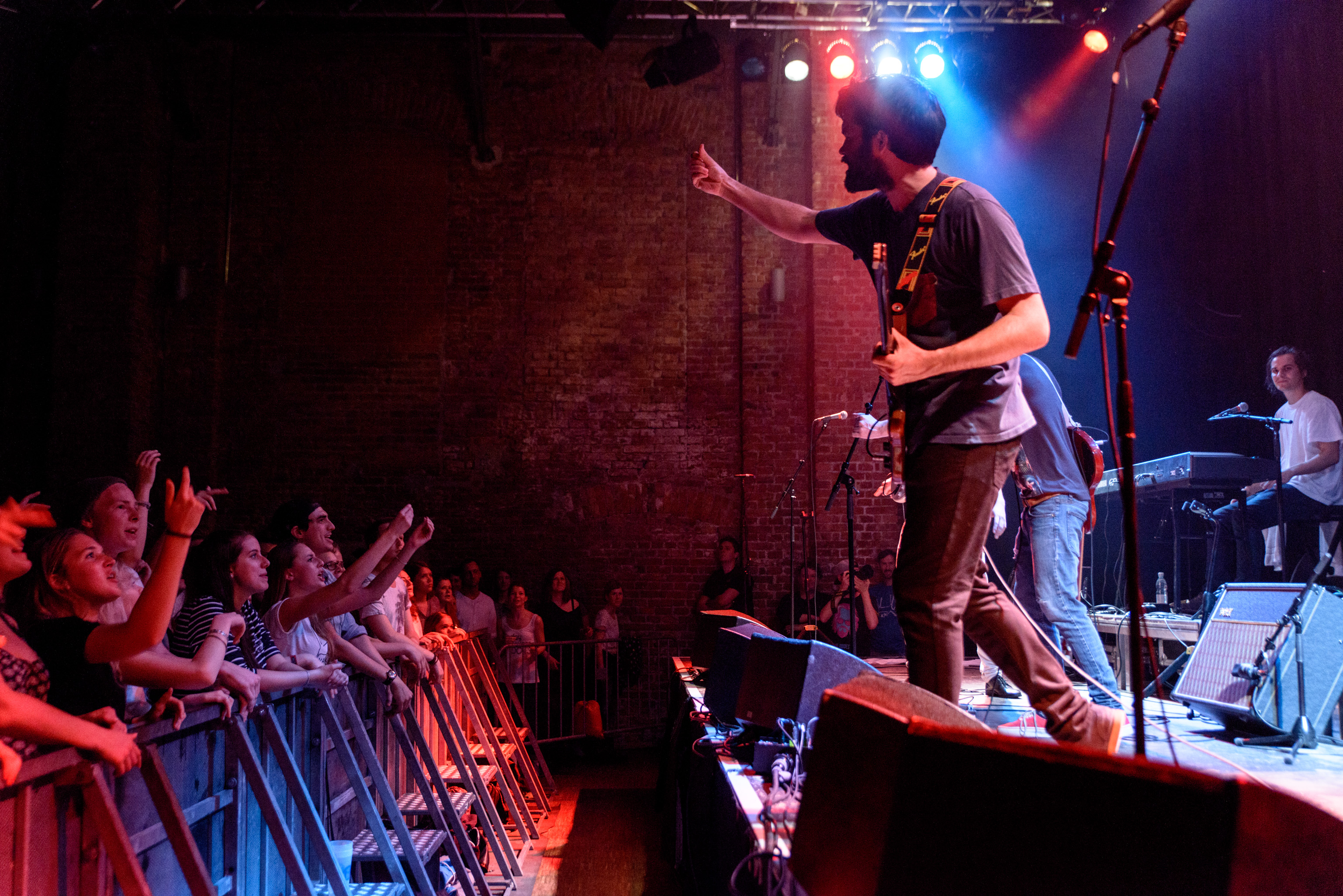
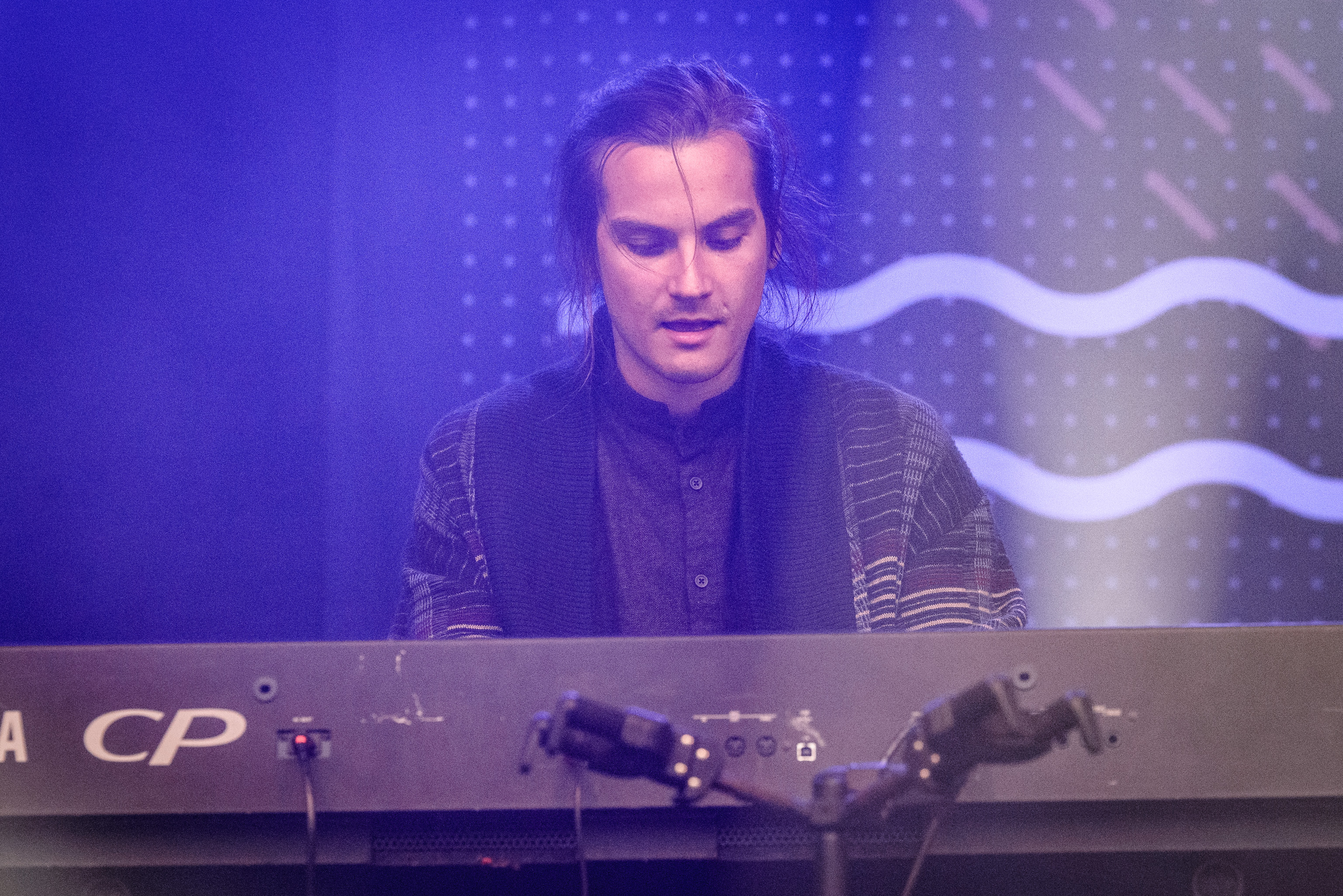
Emin Kittelsen
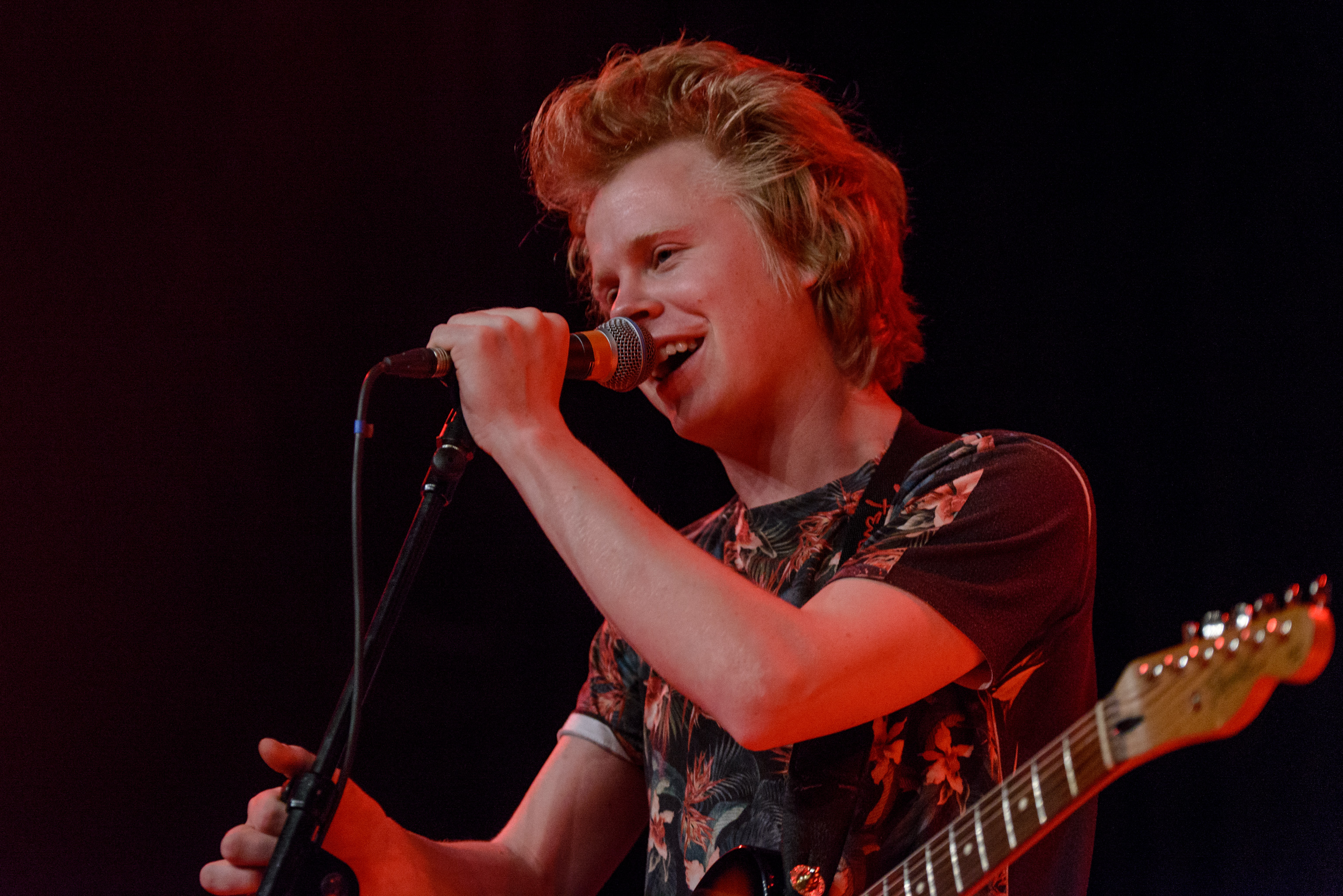
Axel Vindenes
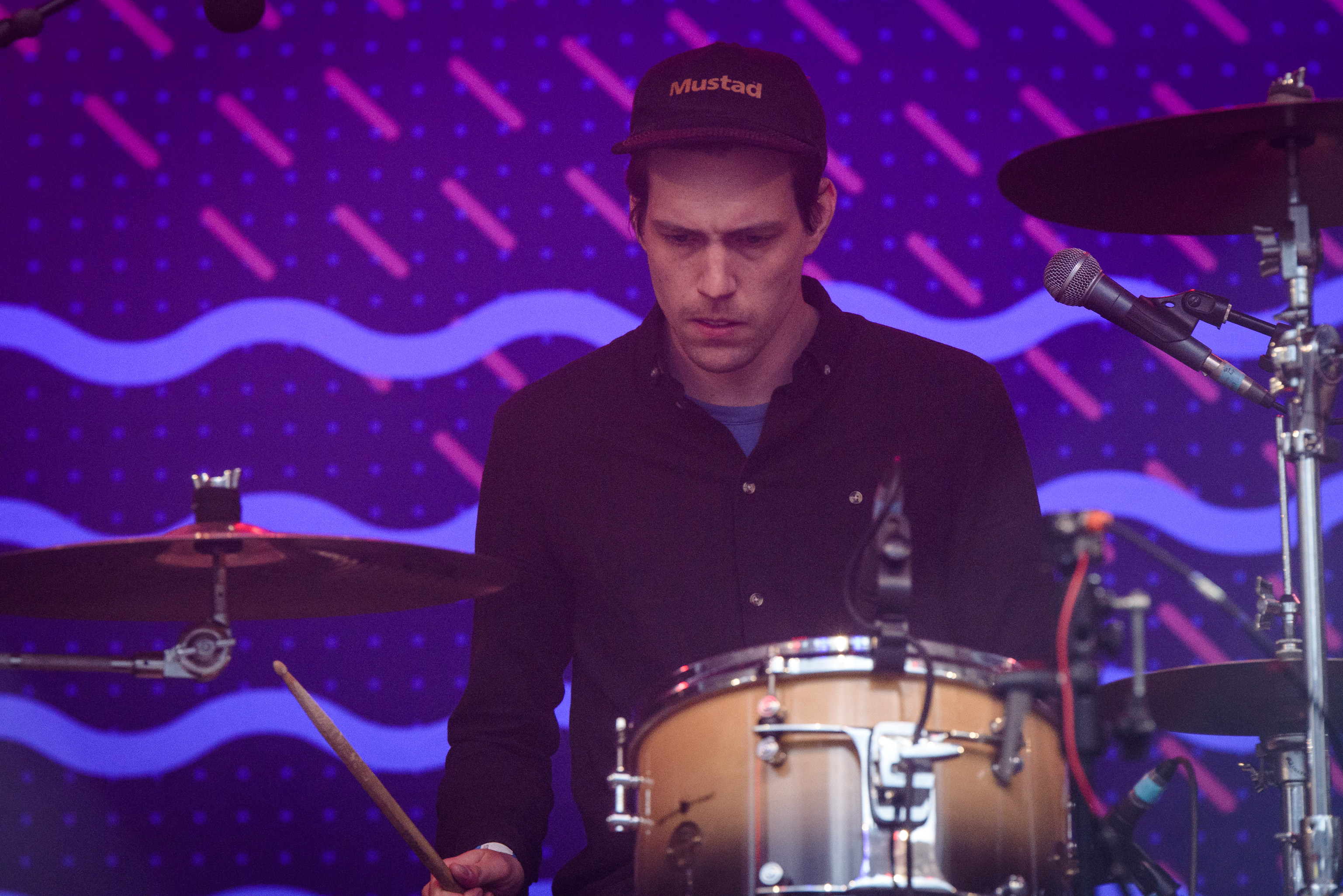
Kristoffer van der Pas
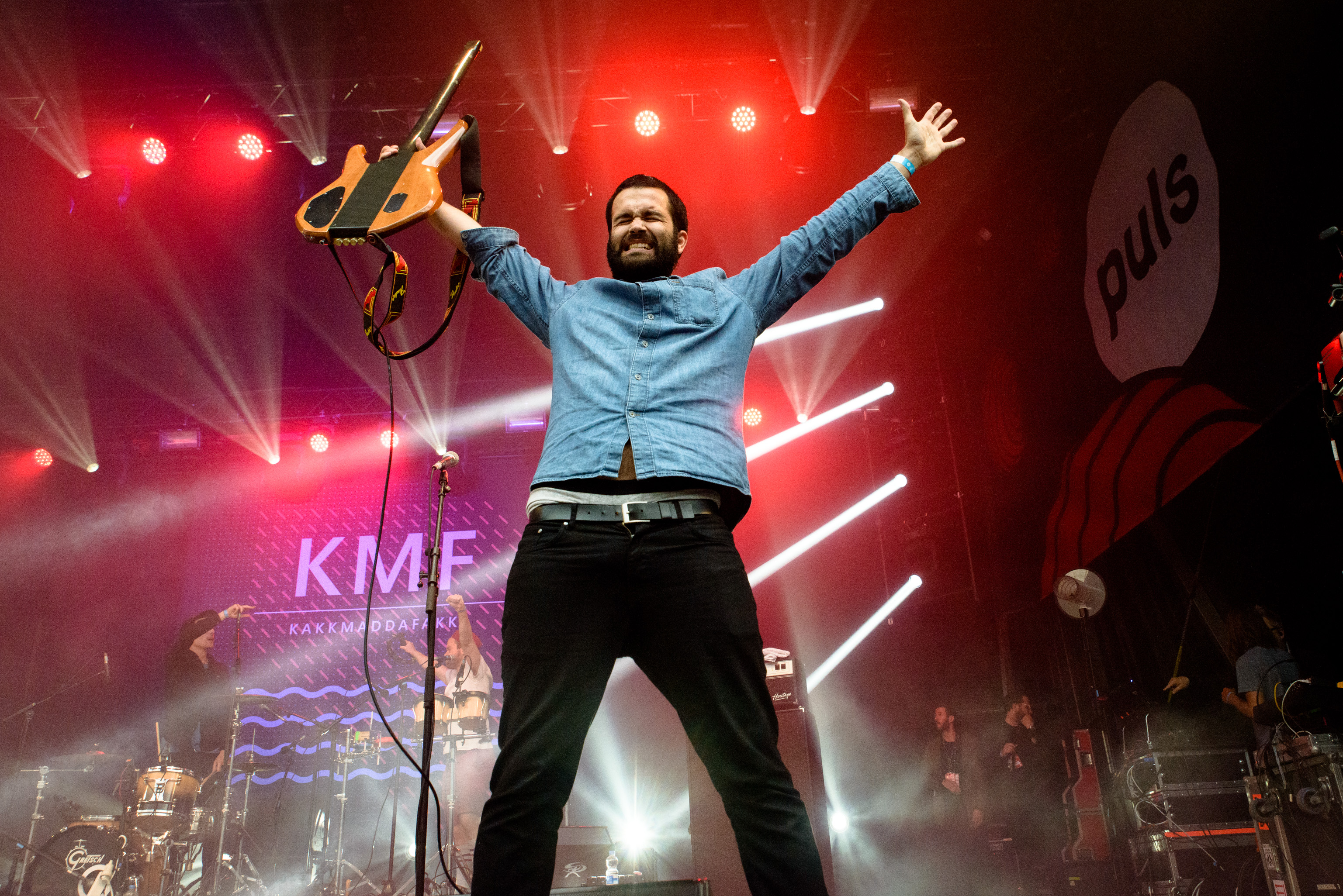
Stian Sævig
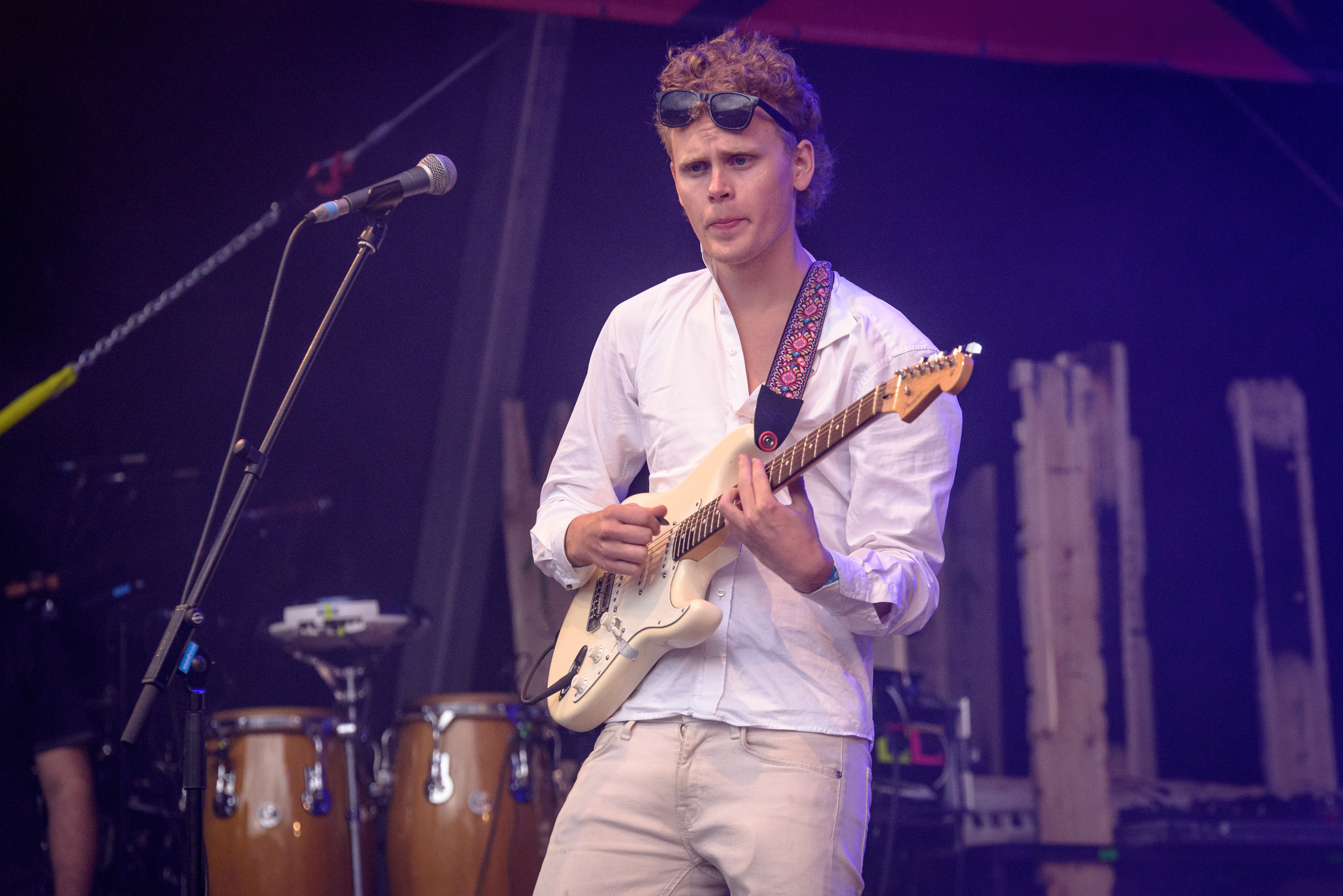
Pål Vindenes

## Membres
- Axel Vindenes - guitarra, veu
- Stian Sævig - baix, veu
- Pål Vindenes - violoncel, veu
- Kristoffer Van Der Pas - bateria
- Sebastian Emin - piano

Antics membres
- Jonas Nielsen - piano, veu
- Ismael Campos - ukelele, veu
- Lars Helmik Raaheim-Olsen - percussions
- Jone Nordland, Adrian Søgnen, Einar Olsson - bateries
- Kakkmaddachoirs,(Martin Sande, Sverre Sande) - coristes

## Discografia

### EP
- Already your favourite EP (2007)
- Ontas? (2020)

### Àlbums
- Down to the earth (2007)
- Hest (2011)
- Six months is a long time(2013)
- KMF (2016)
- Diplomacy (2019)